# Ermengol III.
Don Ermengol III. (ili Armengol; katalonski: Ermengol III d'Urgell; šp.: Ermengol III de Urgel; 1032./33. – Monzón ili Barbastro, ubijen 1065.) bio je španjolski plemić, grof Urgella. Znan je i kao Ermengol od Barbastra. Bio je sin, imenjak i nasljednik grofa Ermengola II. od Urgella; majka i regentica mu je bila grofica Velasquita od Besalúa, a djed grof Ermengol I. od Urgella.
Oko 1050. godine Ermengol III. je prvo oženio gospu Adelajdu od Besalúa (? – prije 1055.). (Prema jednoj teoriji, Adelajda je bila druga supruga svog muža.) Adelajda i Ermengol bili su roditelji grofa Ermengola IV.; moguće je da su dobili i jednu kćer, Izabelu.
Njegova je druga žena bila gospa Klemencija (Clémence), koju je oženio oko 1055. Klemencija i Ermengol su navodno bili roditelji Ramona, Vilima, Berenguera i Sanče.
Moguće je da je Don Ermengol oženio i infantu Aragonije, gospu Sanču, koja je bila kći kralja Ramira I.

## Vanjske poveznice
- Obitelj grofa Ermengola III.